# NGC 222
NGC 222 là một cụm sao mở thuộc Đám mây Magellanic nhỏ, tại chòm sao Đỗ Quyên. Cụm sao này được phát hiện ngày 1 tháng 8 năm 1826 bởi James Dunlop.